# 小手捻り
小手捻り（こてひねり）とは、相撲の日本相撲協会制定決まり手八十二手、捻り手の一つである。相手の片腕を抱え、抱えた腕の方へ相手を捻り倒す技。2001年1月場所で追加された新しい決まり手。
2001年の決まり手制定以降、幕内でこの決まり手が7度記録されており、2004年5月場所13日目で栃乃洋が朝赤龍に、2012年1月場所2日目と2015年3月場所9日目で旭天鵬が嘉風に、2013年1月場所4日目で北太樹が旭日松に、2014年1月場所2日目で隠岐の海が大関琴奨菊に、2017年3月場所中日で横綱稀勢の里が松鳳山に、2018年5月場所千秋楽で荒鷲が碧山に、それぞれ決めている。また、十両でも3度記録されており、2004年11月場所6日目で安美錦が大翔大に、2007年1月場所中日で光法が皇牙に、2022年3月場所9日目で大翔鵬が平戸海に、それぞれ決めている。
小手投げとは逆の方向へ倒す技である。日本相撲協会のホームページによると腕捻りとの違いは片手で上手または下手を取ることである。しかし、掲載写真では上手、下手を取らず掬っている。